# Ambassade d'Indonésie en Belgique
L'ambassade de la république d'Indonésie à Bruxelles (indonésien : Kedutaan Besar Republik Indonesia di Brussel, KBRI Brussel) est la mission diplomatique de la république d' Indonésie auprès du royaume de Belgique. Elle est aussi accréditée auprès du grand-duché de Luxembourg. L'ambassadeur est en outre le représentant indonésien auprès de l'Union européenne.